# آلن رایت
آلن رایت (انگلیسی: Alan Wright؛ زادهٔ ۲۸ سپتامبر ۱۹۷۱) یک بازیکن فوتبال اهل بریتانیا است.